# Перекоп (Харьковская область)
Переко́п (укр. Перекіп) — село, Перекопский сельский совет, Валковский район, Харьковская область, Украина.
Код КОАТУУ — 6321286001. Население по переписи 2001 г. составляет 629 (264/365 м/ж) человек.
Является административным центром Перекопского сельского совета, в который не входят другие населённые пункты.

## Географическое положение
Село Перекоп находится недалеко от истоков реки Мжа, примыкает к большому лесному массиву (дуб), на расстоянии в 1 км находится пгт Ковяги, на расстоянии 5 км — железнодорожная станция Ковяги.

## История
- 1643 — дата основания.
- 1680 — к 1680 году относится один из опустошительнейших татарских набегов. На этот раз, что случалось редко, во главе Крымской Орды стал сам хан, высланный Турциею для отвлечения русских от Киева, на который они собирались напасть. С крымцами пришли азовские татары, калмыки, черкесы. Хан 22 января ночью перешёл вал между Коломаком и Нов. Перекопью и, пройдя Мерчик, остановился по обыкновению с половиною войска кошем (станом), где и простоял до самого ухода. Около же Перекопи осталась мночисленная застава для обеспечения отступления. Другая же половина разбрелась в разныя стороны для своей губительной работы. Много городков и слобод Харьковского полка подверглись разграблению[1]. Началось строительство большой системы фортификационных сооружений к югу от Харькова для защиты от набегов кочевников. Тогда был надстроен вал рядом с Валками. Вблизи вала возникло два сторожевых «городка». Один — на месте древнего Хмелевого городища, получил название Высокополье. Другой, построенный «Черкассами Харьковского полка», был назван Перекопом. И Перекоп и Высокополье входили в Изюмскую черту укреплений.
- 1681 — в Перекопе вместо обветшалого Архангельского храма построен новый каменный храм с тремя престолами[2].
- 1699 — 30-тысячное войско крымского хана напало на Слобожанщину, Перекоп был полностью сожжен.
- 1711 — кочевники сожгли в Перекопе Михайловскую крепость.
- 1714 — в Перекопе сожжён татарами первый построенный храм, на его месте построен новый[2].
- С начала 18 века войсковая слобода Харьковского слободского полка. Центр Перекопской сотни (всего сотен Х. полка в 1732 году было 18).
- С 1765 года — в составе Валковского комиссарства Харьковской провинции Слободской губернии.
- Население в 1779 году 748 мужчин[3] — войсковых обывателей (ж. не учитывались, так как не платили налогов).
- С 1780 входит в Валковский уезд Харьковского наместничества, затем губернии.

## Экономика
- Агрофирма «СТОВ.ЛАН».

## Объекты социальной сферы
- Детский сад.
- Перекопская УВК имени Героя Советского Союза Дмитрия Погодина.

## Достопримечательности
- Братская могила советских воинов и Памятный знак воинам-односельчанам 1941—1945 гг.
- Мемориальная доска на месте гибели Героя Советского Союза Д. Д. Погодина в селе Перекоп.

## Известные люди
- Добробабин Иван Евстафьевич — (1913—1996), родился в селе Перекоп, один из «28 героев-панфиловцев», посмертно присвоено звание Героя Советского Союза, попал в плен, бежал, поступил на службу в полицию, сделал карьеру от полицейского до начальника кустовой полиции, после освобождения опять призван в армию, в 1947 г. арестован, осужден к 15 годам лишения свободы, с поражением прав сроком на пять лет, конфискацией имущества и лишением медалей и лишен звания Героя Советского Союза.
- Тридед, Александр Николаевич (4 мая 1955, Перекоп, Харьковская область) — директор Харьковского института банковского дела УБД НБУ, доктор экономических наук.